# سرامیک‌های نشر بالا
سرامیک‌هایی با ضریب نشر بیش از ۰٫۹ با عنوان سرامیک‌های نشر بالا شناخته می‌شوند. نشر بالا از ارتعاشات و انتقالات اتمی و مولکولی نشأت می‌گیرد. ترکیباتی نظیر اکسیدها، بوریدها و کاربیدها در مقایسه با آلیاژها و فلزات به علت حالت‌های متنوع لرزش و نوارهای پیچیدهٔ انرژی ترکیبات با نشر بالا هستند.

## عوامل مؤثر بر ضریب نشر
ضریب نشر به عوامل مختلفی نظیر ترکیب، نحوهٔ آماده‌سازی مواد اولیه، عملیات حرارتی، واکنش‌های شیمیایی بر روی سطح، دما و خصوصاً طول موج پرتو منتشرشده وابسته است. در ادامه برخی از عوامل بنیادین مؤثر بر ضریب نشر شرح داده شده‌است.

### ثابت نیرو
سازوکار نشر مربوط به ارتعاش شبکه است. شدت لرزش شبکه را می‌توان براساس ثابت نیرو، که نشان دهندهٔ انرژی مورد نیاز برای شکستن پیوند کاتیون و اکسیژن است تعیین نمود. مقدار ثابت نیرو با ضریب نشر ارتباط معکوسی دارد.

### آلاییدن
پژوهش‌های بسیاری اثبات می‌کند که ضریب نشر با افزودن آلاینده‌ها افزایش می‌یابد. سازوکارهای متنوعی در ترکیب‌های مختلف عامل افزایش ضریب نشر با افزودن آلاینده‌ها ذکر شده که در ادامه تعدادی از آن‌ها ذکر شده‌است.

## بهبود جذب حامل‌های آزاد
سازوکار جذب حامل‌های آزاد بدین شکل است که طی آن الکترون با جذب تشعشع از نواری با انرژی کم‌تر به نواری با انرژی بالاتر صعود می‌کند، در این سازوکار هرچه غلظت آلاینده‌ها بیش تر باشد تعداد الکترون‌های آزاد بیش تر می‌شود؛ درنتیجه میزان جذب افزایش می‌یابد و در نهایت با درنظر گرفتن این مسئله که می‌توان جذب و نشر را معادل دانست ضریب نشر افزایش می‌یابد

## کاهش فاصلهٔ میان نوارها
یکی از سازوکارهای نشر، انتقالات اتمی و مولکولی است. از دیگر عوامل مؤثر بر ضریب نشر می‌توان به شکاف نواری کوچک اشاره نمود. در حقیقت هرچه شکاف نواری کوچک‌تر باشد انتقالات اتمی و مولکولی آسانتر صورت می‌پذیرد و ضریب نشر بیشتر خواهد بود.

## اعوجاج در شبکه‌های بلوری
نتیجهٔ دیگری که با افزودن آلاینده‌ها حاصل می‌شود، اعوجاج در شبکهٔ بلوری به علت تفاوت شعاع یونی اتم هاست. این اتفاق موجب کاهش درجهٔ نظم و تقارن شبکهٔ بلوری می‌گردد و بر اثر آن نوسان ناموزون شبکه‌های قطبی تقویت می‌شود و درنتیجه ضریب نشر بهبود می‌یابد.

## ناهمگونی وزنی اتم‌ها در شبکهٔ بلوری
با افزودن آلاینده‌ها و به علت تفاوت در وزن اتمی، حالت‌های نوسان شبکهٔ بلوری بیش تر می‌شود و بر همین اساس، ضریب نشر افزایش می‌یابد. این امر به دو شکل اتفاق می‌افتد:
در صورتی که وزن اتم ثانویه کم‌تر از اتم‌های اصلی ماده باشد، میزان جذب فروسرخ در طول موج‌های پایین افزایش می‌یابد. هنگامی که وزن اتم ثانویه بیش تر از اتم‌های اصلی ماده باشد، میزان جذب فروسرخ در طول موج‌های بالا افزایش می‌یابد.

### ساختار بلورین معیوب یا پیچیده
همانگونه که در قسمت آلاینده‌ها ذکر شد، ناهمگونی وزنی اتم‌ها و اعوجاج شبکهٔ بلوری به علت ایجاد حالت‌های متنوع نوسان ناموزون شبکه، موجب افزایش ضریب نشر می‌شود. از دیگر عوامل مؤثر بر نشر در همین حوزه می‌توان به ساختارهای بلورین نامنظم یا پیچیده اشاره نمود؛ حضور عیوب ساختاری نظیر عیب جای خالی می‌تواند به افزایش ضریب نشر کمک کند. مشاهده شده‌است که ساختارهای بلورینی که ذاتاً حالت‌های نوسان متعددی دارند نیز در افزایش ضریب نشر مؤثر هستند

### بافت سطح
بافت سطح که عموماً حین اعمال پوشش شکل می‌گیرد تأثیر بسزایی بر ضریب نشر دارد. مطالعات نظری و تجربی پیرامون نشر طیفی فرو سرخ از نانوذرات غیرکروی نشان می‌دهد که پوشش تشکیل شده از ویسکرهای جهت دار با نسبت ابعاد بالا ضریب نشر بالاتری نسبت به ویسکر‌هایی که به صورت تصادفی جهت‌گیری کرده‌اند دارد. با این حال هنوز اثر بافت بر میزان نشر یک مجادلهٔ علمیست؛ به عنوان نمونه طی پژوهشی مشاهده شد که برخلاف مطالعات قبلی چندبلور آلومینا با جهت‌گیری‌های بسیار منظم ضریب نشر بسیار کم تری نسبت به تک بلور آن در یک طول موج مشخص دارد. علت این امر بیش تر بودن میانگین پویش موج درون ماده از ضخامت تک بلور در این طول موج است به طوریکه پرتو از آن عبور می‌نمود. با این وجود، برای طول موج‌های بیش تر، میزان نشر برای مواد چندبلور با جهت‌گیری منظم بیش از مواد تک بلور یا مواد چند بلور با جهت‌گیری نامنظم است. پس می‌توان نتیجه گرفت هنگامی که در ارتباط با اثر جهت‌گیری بر میزان ضریب نشر ماده صحبت می‌شود، لازم است به گسترهٔ طول موج توجه شود.

### زبری و تخلخل سطح
ارتباط میان شکل و میزان زبری سطح با ضریب نشر به هر دو صورت نظری و عملی مورد بررسی قرار گرفته‌است و هرچه میزان زبری سطح بیش تر باشد ضریب نشر عدد بالاتری خواهد بود؛ چراکه با افزایش میزان پستی و بلندی‌های سطح احتمال به دام افتادن و جذب پرتوها در فرورفتگی‌ها و شیارها بیش تر خواهد بود. عملکرد به این نحو است که در پوشش متخلخل اعمال شده بر سطح با بازتاب‌های مکرر امواج در درون تخلخل‌ها موجب به دام افتادن و جذب شدن آن‌ها می‌گردد و بر اساس این مسئله ضریب نشر افزایش می‌یابد.

### ضخامت پوشش
عمق نفوذ موج که به صورت معکوس ضریب جذب تعریف می‌شود ارتباط تنگاتنگی با ضریب نشر دارد. برای آنکه ضریب نشر افزایش یابد، لازم است ضخامت سطح تا مقداری که ممکن است افزایش یابد یا دست کم ضخامت بیش از عمق نفوذ باشد؛ زیرا در غیراین صورت نور از ماده عبور خواهد کرد. ضریب نشر ابتدا با افزایش ضخامت سریعاً افزایش می‌یابد اما پس از ضخامت مشخصی ثابت باقی می‌ماند. علت این امر آن است که از یک ضخامت بحرانی به بعد نور توان عبور از پوشش و میان کنش با زیر لایه را ندارد، پس می‌توان نتیجه گرفت ضخامت پوشش، اندازه ای بحرانی دارد که پس از آن میزان نشر ثابت خواهد ماند.

## کاربرد مواد نشر بالا
اخیراً پوشش‌های نشر بالا به علت کاربردهای ارزشمند خصوصاً در زمینهٔ ساخت سیستم‌های خنک کنندهٔ تابشی به طرز چشمگیری مورد توجه قرارگرفته اند. در ادامه، رایج‌ترین کاربردهای این مواد شرح داده شده‌است.

### کوره‌ها
یکی از موارد استفادهٔ مواد نشر بالا به‌کارگیری آن‌ها در کوره‌ها به منظور صرفه جویی در مصرف انرژیست، پوشش‌های نشر بالای اعمال شده بر سطوح داخلی کوره‌ها با ارتقاء میزان گرماتابی از سطوح دیرگداز، دمای درون کوره را افزایش می‌دهد و منجر به کاهش قابل ملاحظهٔ هزینه‌های مرتبط با تأمین انرژی در کوره‌های شعله مستقیم یا کوره‌های الکتریکی می‌شوند.

### صنعت هوافضا
خاصیت گرماتابی پوشش سطح فضاپیما بسیار مهم است؛ زیرا سلول‌های خورشیدی واقع بر سطح فضاپیماها، هنگام خروج از جو و بر اثر اصطکاک سطح فضاپیما با جو درمعرض شرایط حرارتی سختی قرار می‌گیرند که این شرایط تأثیر بسزایی بر طول عمر و عملکرد آن‌ها دارد؛ به همین علت پوشش‌های نشر بالا بر سطوح فضاپیماها اعمال می‌شود تا به وسیلهٔ انتقال حرارت به روش تابش، دما کاهش یابد. این پوشش‌ها به میزان شایان توجهی مؤثر هستند. به‌طور مشابه، پرتابگرهای قابل استفادهٔ مجدد، متناوباً درون جو یا فراتر از آن با سرعت بالا و در زمان‌های طولانی سفر می‌کنند و همانند فضاپیماها بار گرمایش هواپویش بر سطوح خارجی می‌تواند موجب تخریب پرتابگر یا ساختمان داخلی آن شود. به همین علت لازم است با سیستم حفاظت حرارتی سبک، کم هزینه و قابل استفادهٔ مجدد، پرتابگر را حفاظت نمود. این سیستم شامل پوششی با نشر بالا بر سطح پرتابگر و عایق‌هایی با هدایت حرارتی کم درون آن است. کاربرد پوشش‌های نشر بالا در سامانه‌های فضایی فراصوت نیز مشابه مطالب قبلاً ذکرشده است. در این سامانه‌ها افزون بر افزایش حرارت سطح با سازوکار همرفت، حرارت شیمیایی نیز موجب داغ شدن سطوح می‌گردد. علت این امر آن است که در سرعت ۵ ماخ و بالاتر، مولکول‌های دوتایی موجود در هوا مانند O2 و N2 به یون تبدیل می‌شوند و برای پایداری مجدد تمایل به واکنش با سطح داغ سامانه را دارند که این واکنش موجب ایجاد حرارت شیمیایی می‌شود.

### گرماتاب‌ها
از پوشش‌های نشر بالا می‌توان برای بهبود میزان انتشار امواج فروسرخ از سطوح بخاری‌ها و گرماتاب‌ها خصوصاً در مقیاس صنعتی استفاده نمود که این اتفاق باعث افزایش بازده و کاهش میزان سوخت می‌گردد. سامانه‌های گرمایش تابشی لوله ای که در ایران با عنوان گرماتاب شناخته می‌شوند، امروزه به عنوان یکی از مناسب‌ترین و کم هزینه‌ترین سامانه‌های گرمایشی جهت گرمایش کلیهٔ فضاهای با ارتفاع بالای ۳ متر نظیر انواع سالن‌های بزرگ صنعتی، انبارها، مرغداری‌ها، گلخانه‌ها، ایستگاه‌های مترو، تعمیرگاه‌های خودرو، آشیانه‌های هواپیما، فضاهای ورزشی، فضاهای نمایشگاهی و همچنین انواع فضاهای بدون حصار نظیر باراندازها، مصلی‌ها و پارکینگ‌های خودرو و … شناخته می‌شوند.

### لوله‌های پرتو ایکس
از دیگر کاربردهای پوشش‌های نشر بالا استفاده از آن‌ها در لوله‌های پرتو ایکس با آندهای درحال چرخش است. دمای این آندها که در خلأ به وسیلهٔ پرتو الکترونی گرم می‌شوند تا به نزدیکی ۱۶۰۰ کلوین می‌رسد و می‌توان برای خنک کردن آن‌ها از پوشش‌های نشر بالا استفاده نمود.

## روش‌های سنتز و اعمال پوشش‌های نشر بالا
با توجه به تنوع مواد نشر بالا روش‌های بسیاری مانند سل ژل، لایه نشانی فیزیکی از فاز بخار با استفاده از پرتو الکترونی، پاشش پلاسمای هوا، لایه نشانی بر روی الکترود، لایه نشانی شیمیایی از فاز بخار تف جوشی، آذرکافت، اکسایش پلاسما الکترولیتی و خودآرایی الکترواستاتیک، برای سنتز مواد و پوشش‌های با نشر بالا استفاده شده‌است.

## نمونه‌هایی از سرامیک‌های نشر بالا
سرامیک‌هایی نظیر NiFe2O4، NiCr2O4، La0.8Ca0.2CrO3 و ZrB₂ جز سرامیک‌های نشر بالا محسوب می‌شوند.